# Rapidograf
Rapidograf (nazywany czasami niepoprawnie rapitograf) – pisak kreślarski w postaci pióra, który pozwala na rysowanie tuszem linii o stałej grubości. Służy do wykreślania rysunków i ich opisywania na papierze (brystolu) lub kalce technicznej. Popularne jest też użycie rapidografu do zdobień paznokci.
Polska nazwa rapidograf pochodzi od nazwy Rapidograph firmy Rotring.
Wyróżnia się pióra kreślące linie o różnej grubości. Standardowo końcówki piór oznacza się różnymi kolorami w zależności od grubości. Zazwyczaj stosowane są grubości: 0,13 (fioletowy); 0,18 (czerwony); 0,25 (biały); 0,35 (żółty); 0,50 (brązowy); 0,70 (niebieski); 1,00 (pomarańczowy) i 1,40 mm (zielony).
Przygotowanie rapidografu do pracy wymaga napełnienia zbiorniczka tuszem kreślarskim lub włożenia naboju kapilarnego z tuszem, który podczas rysowania spływa cienką rurką umieszczoną wewnątrz wymiennej końcówki, po powierzchni stalowej igiełki. Igiełka ta ma możliwość ograniczonego przesuwu wzdłuż rurki i dodatkowe zadanie – udrażniania prześwitu rurki. Przed dłuższą przerwą w kreśleniu (ponad jeden tydzień) konieczne jest usunięcie reszty tuszu z pisaka przez umycie go, ponieważ zeschnięty tusz, zwłaszcza w piórach o mniejszych średnicach, nie daje się usunąć i konieczna jest wymiana końcówki pisaka na nową.
Pisaki kreślarskie, od nazw firm, bywają nazywane rystorami, rotringami, stadlerami itp.
Przyrządy te są produkowane m.in. przez firmy: Rystor, Rotring, Staedtler i Faber Castell.

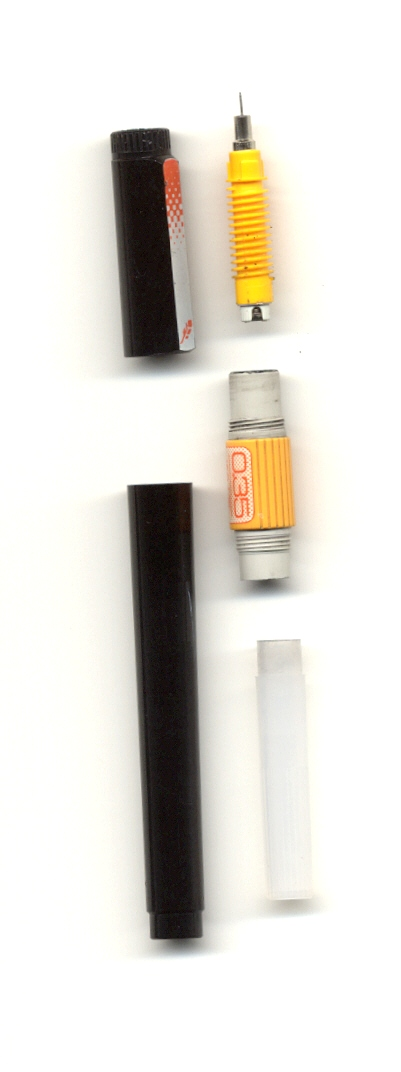
Rapidograf – części składowe
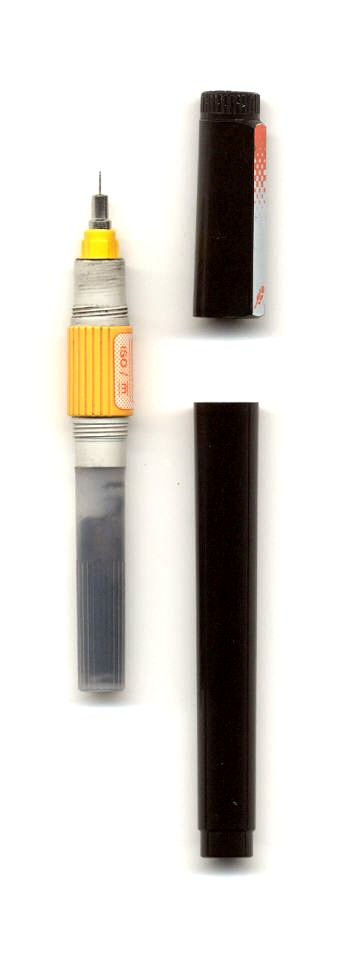
Rapidograf – po napełnieniu tuszem i złożeniu
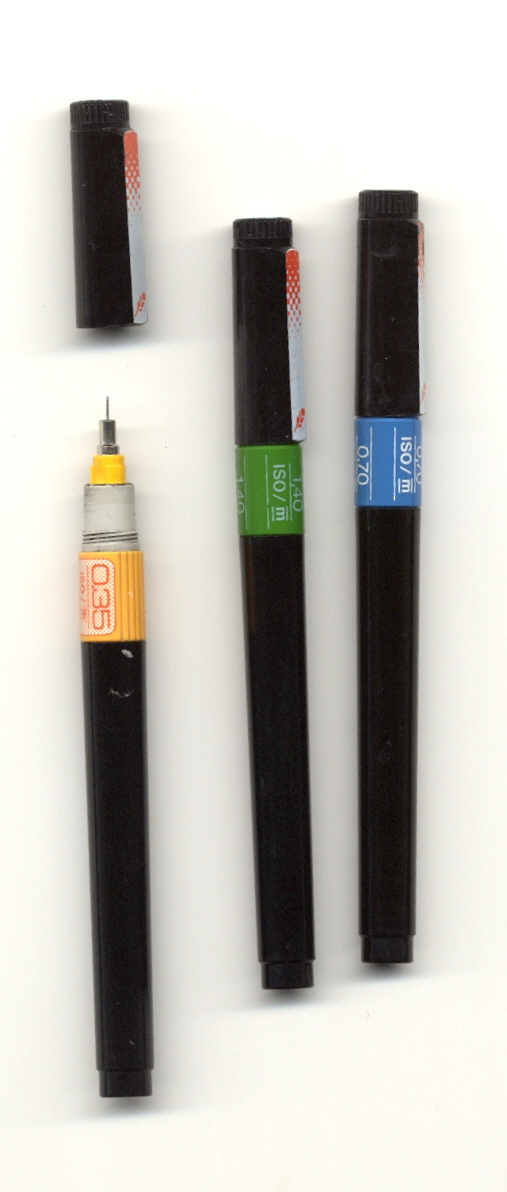
Rapidografy przygotowane do pracy
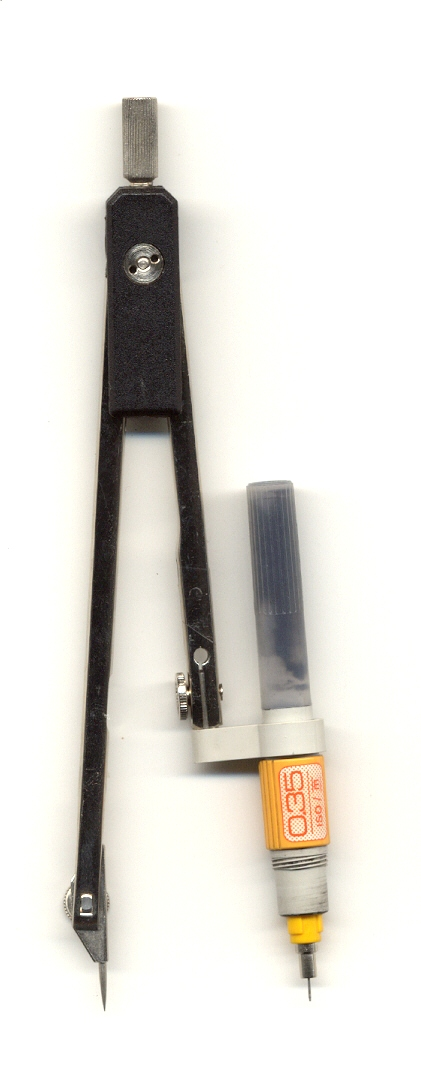
Pisak zamontowany w cyrklu